# نش اجرتون
نش اجرتون (انگلیسی: Nash Edgerton؛ زادهٔ ۱۹ ژانویهٔ ۱۹۷۳) هنرپیشه، کارگردان و تهیه‌کننده اهل استرالیا است. وی از سال ۱۹۹۱ میلادی تاکنون مشغول فعالیت بوده‌است.
از فیلم‌هایی که وی در آن نقش داشته است، می‌توان به سی دقیقه پس از نیمه‌شب، مالت و ولگرد اشاره کرد.